# Corynoptera flavicoxa
Corynoptera flavicoxa är en tvåvingeart som beskrevs av Werner Mohrig och Boris Mamaev 1992. Corynoptera flavicoxa ingår i släktet Corynoptera och familjen sorgmyggor.
Artens utbredningsområde är Bulgarien. Inga underarter finns listade i Catalogue of Life.